# Mezoregion Pojezierza Suwalskiego

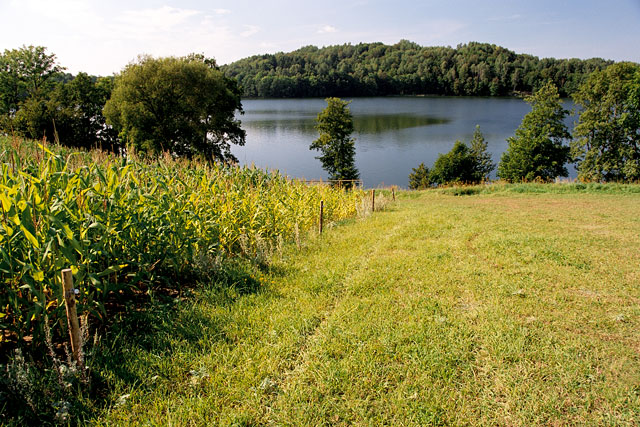
Jezioro Hańcza

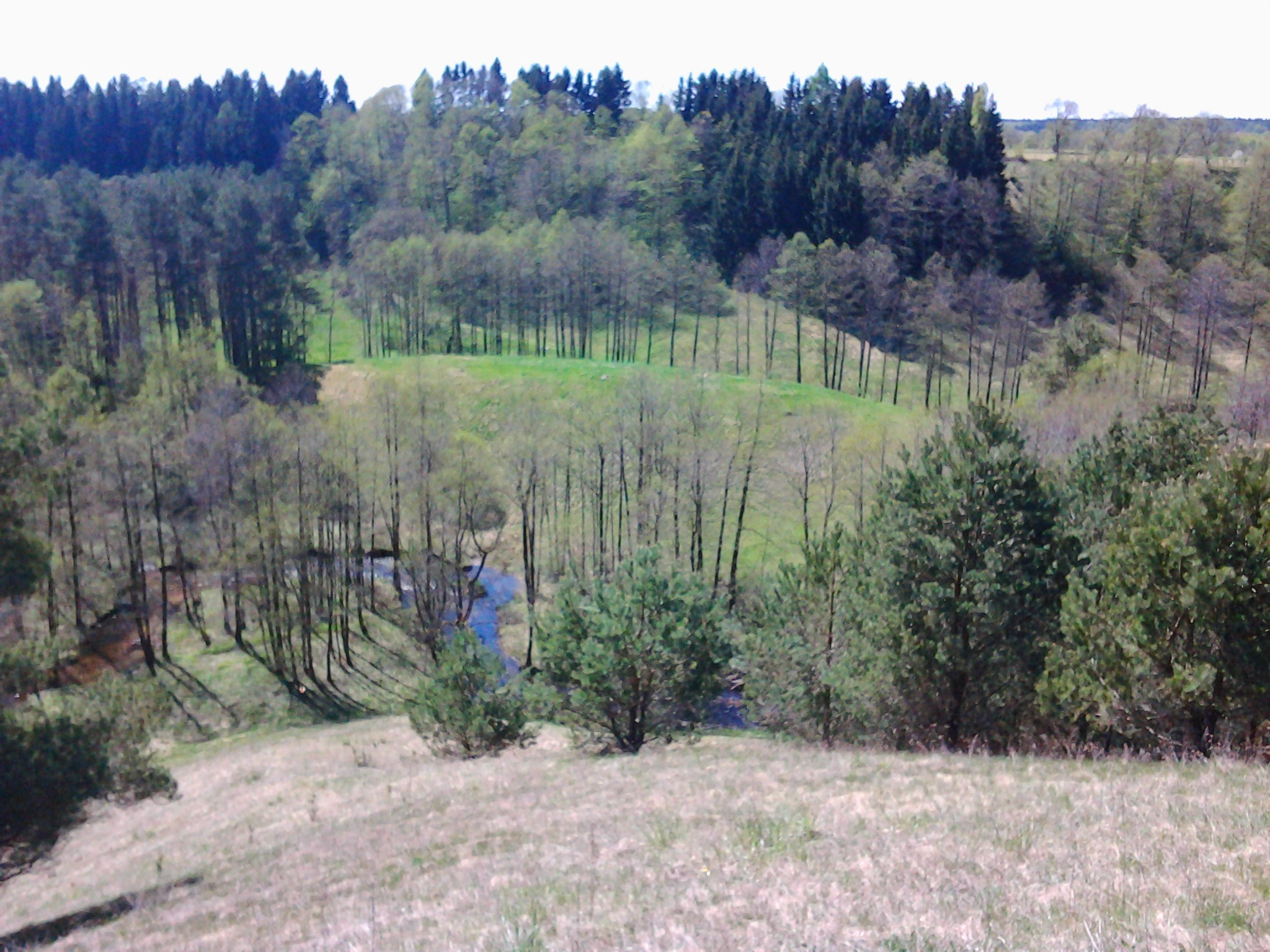
Czarna Hańcza i oz turtulski

Mezoregion Pojezierza Suwalskiego (II.9) – mezoregion przyrodniczo-leśny w Krainie Mazursko-Podlaskiej.
Mezoregion położony jest w północno-wschodniej Polsce w woj. podlaskim. Graniczy z mezoregionami: Pojezierza Ełckiego, Puszczy Rominckiej, Wigier i Rospudy, Puszczy Augustowskiej. Powierzchnia mezoregionu wynosi 1387km². Pod względem fizycznogeograficznym zajmuje głównie dwa mezoregiony: Pojezierze Zachodniosuwalskie i Pojezierze Wschodniosuwalskie, określane wspólnie jako Pojezierze Suwalskie.
Lesistość regionu jest niska. Lasy i ekosystemy seminaturalne zajmują ok. 13% powierzchni (same lasy ok. 12% – 161km²). 62% powierzchni lasów zarządzanych jest przez Regionalną Dyrekcję Lasów Państwowych w Białymstoku (wschodnia część Nadleśnictwa Gołdap, północno-wschodnia Nadleśnictwa Olecko, Nadleśnictwo Suwałki bez części południowej, północna część Nadleśnictwa Pomorze i Głęboki Bród).
Region charakteryzuje się wyrazistą rzeźbą, ukształtowaną w całości w fazie pomorskiej zlodowacenia północnopolskiego. Najwyższą częścią regionu jest Garb Wiżajn, gdzie leży polski biegun zimna. Przeważają krajobrazy naturalne glacjalne pagórkowate, rzadziej wzgórzowe. Na niewielkich powierzchniach są krajobrazy fluwioglacjalne równinne i faliste. W granicach obszaru położone są liczne jeziora, w tym najgłębsze jezioro w Polsce – Hańcza.
Mezoregion jest wysoczyzną morenową, składającą się z plejstoceńskich utworów geologicznych, jak glina zwałowa, piasek, żwir. W północnej i północno-wschodniej części występują też żwiry, piaski, głazy i gliny moren czołowych. W środkowej części znajdują się piaski i żwiry sandrowe, przecięte rzeką Czarna Hańcza. Doliny rzek i sąsiedztwo jezior wypełnione są holoceńskimi piaskami, żwirami, madami rzecznymi, torfami i namułami.
Dominują dwa rodzaje roślinności: grądy z udziałem borów mieszanych (północna i zachodnia część) oraz bory mieszane i grądy subborealne (północna i północno-wschodnia część). Śródlądowe bory sosnowe i subborealne bory mieszane występują w okolicy Suwałk.